# Дзекіль
Дзе́кіль (Gecinulus) — рід дятлоподібних птахів родини дятлових (Picidae). Представники цього роду мешкають в Південній і Південно-Східній Азії.

## Види
Виділяють три види:
- Дзекіль світлоголовий (Gecinulus grantia)
- Дзекіль червоноголовий (Gecinulus viridis)
- Дзьобак оливковий (Gecinulus rafflesii)

Оливкового дзьобака раніше відносили до роду Дзьобак (Dinopium), однак за результатами молекулярно-філогенетичного дослідження 2017 року він був переведений до роду Gecinulus.

## Етимологія
Наукова назва роду Gecinulus походить від сполучення слів дав.-гр. γη — земля, ґрунт і κινεω — рухатися та зменшувательного суфіксу лат. -ulus.